# دو آن (بلژیک)
شهر دو آن (به فرانسوی: De Haan) در شهرستان اوستان در استان فلاندری غربی در منطقه فلاندری در کشور بلژیک واقع شده‌است.

## نگارخانه

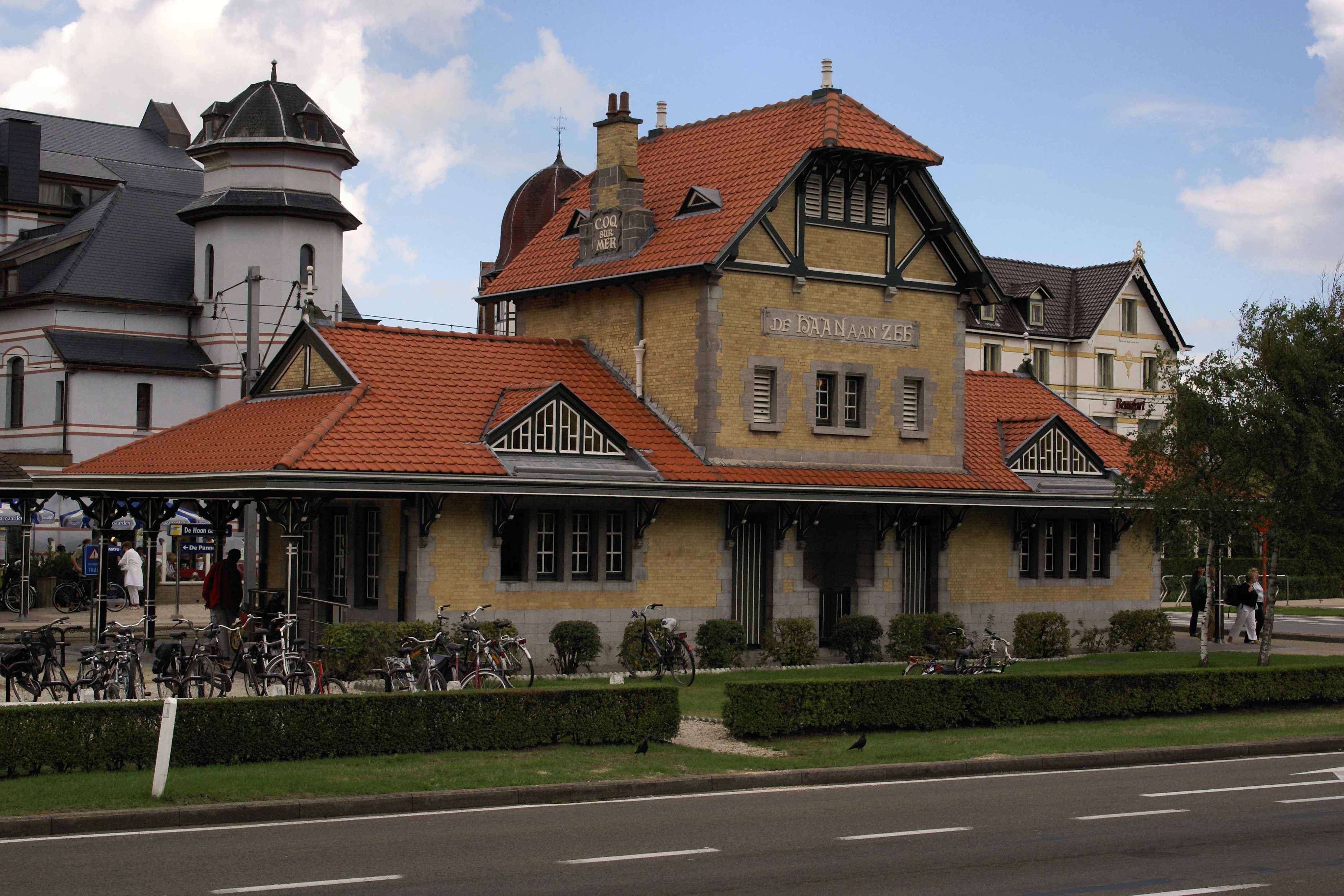
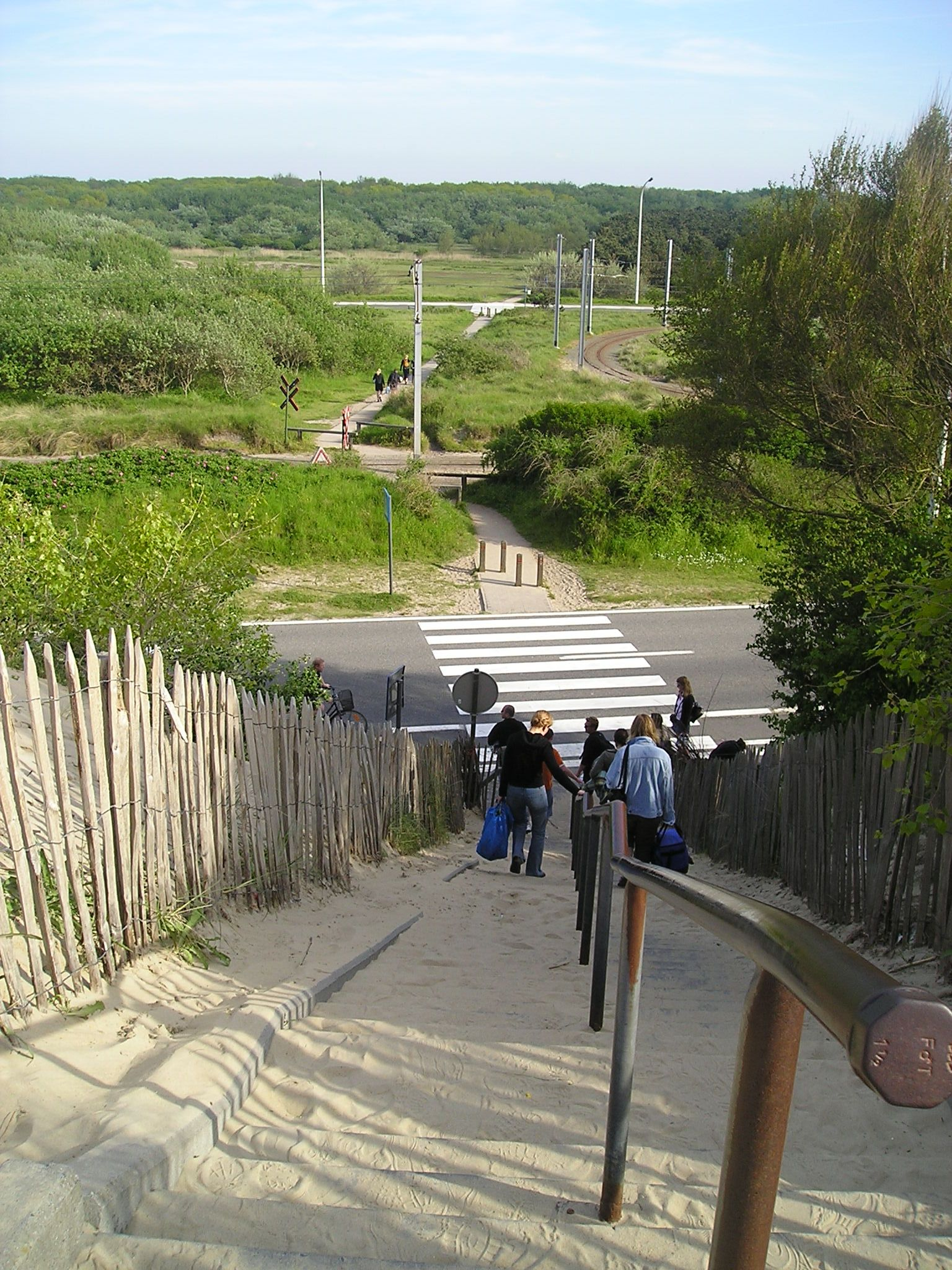
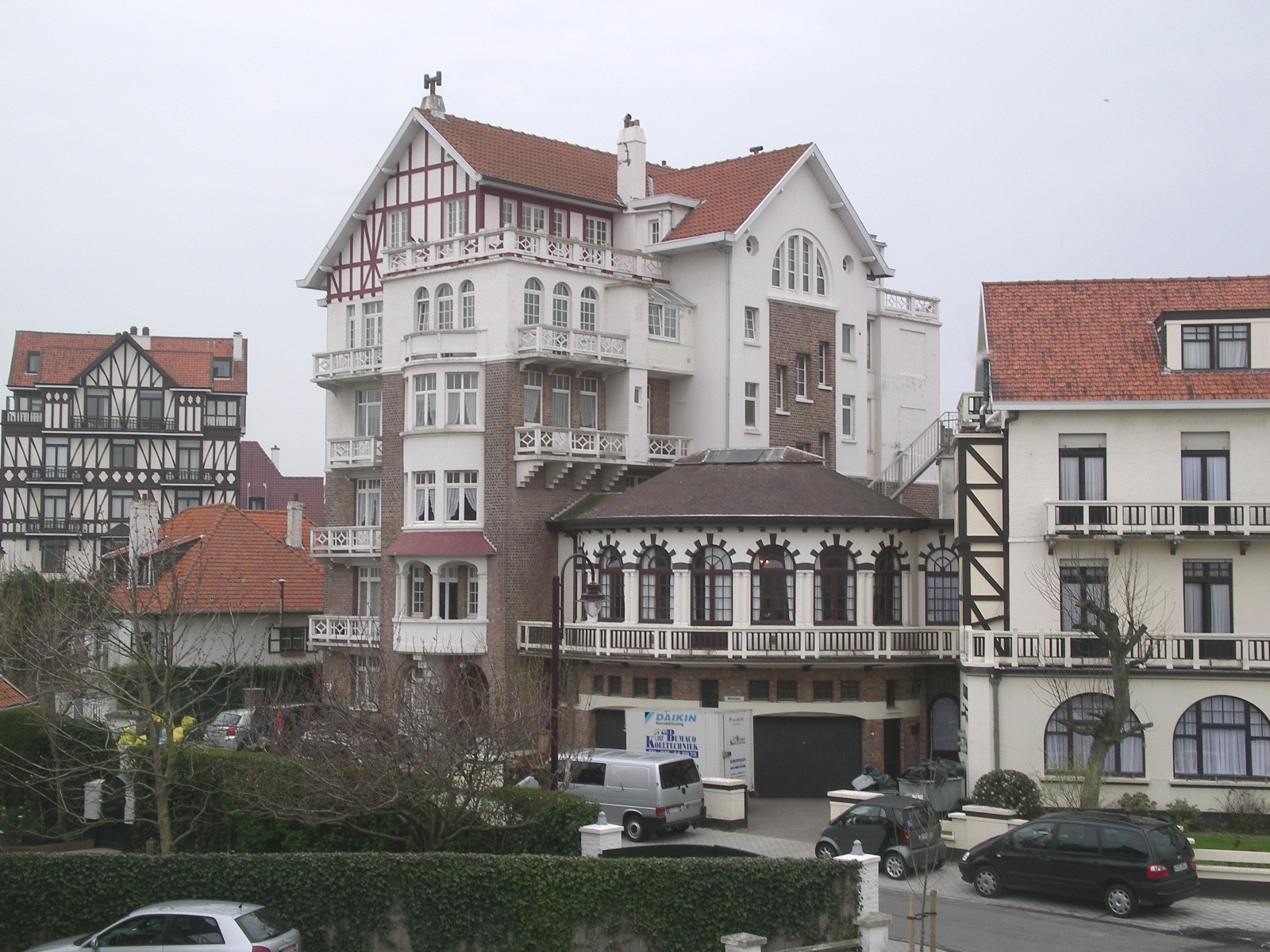
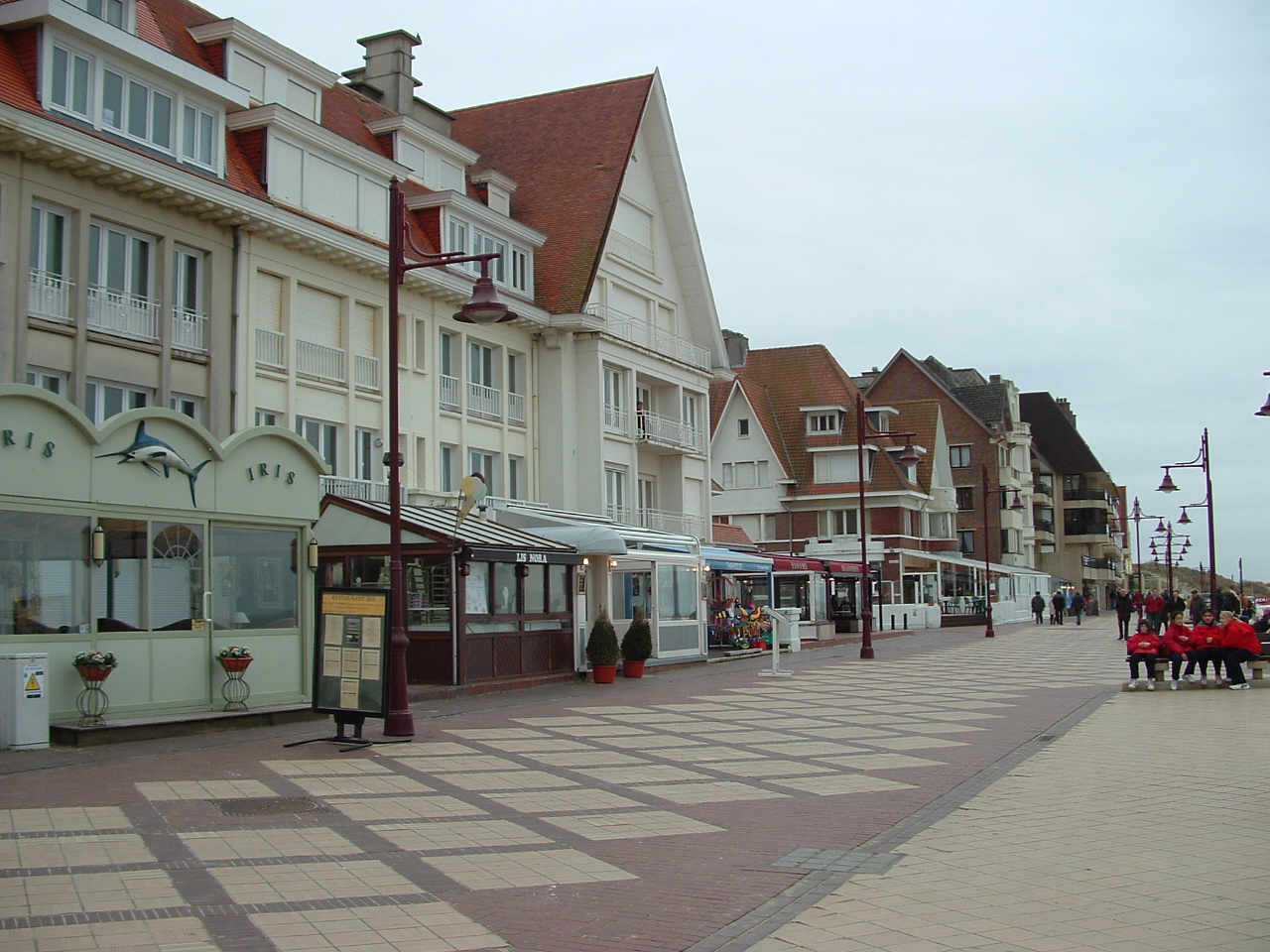
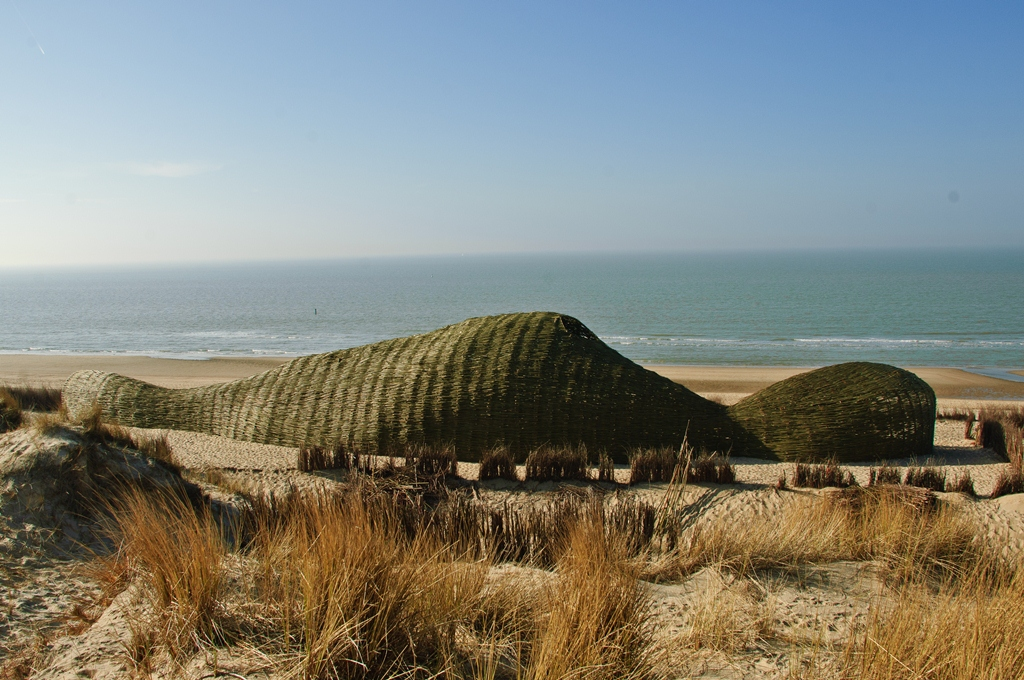